# Sinclair Island (Antarktika)
Sinclair Island (spanisch Isla Sinclair, im Vereinigten Königreich Chaucer Island) ist eine über 1,5 km lange Insel im Wilhelm-Archipel vor der Westküste des Grahamlands auf der Antarktischen Halbinsel. In der Gruppe der Wauwermans-Inseln liegt sie 2,5 km nordöstlich von Reeve Island.
Argentinische Wissenschaftler kartierten sie 1950. Benannt wurde die Insel 1956 nach Enrique Sinclair (1805–1904), einem in New York City geborenen Protagonisten des argentinischen Unabhängigkeitskrieges. Das Advisory Committee on Antarctic Names übertrug die Benennung 1965 ins Englische. Das UK Antarctic Place-Names Committee dagegen benannte sie 1959 nach dem englischen Dichter Geoffrey Chaucer (1342/43–1400).